# Sabantuy

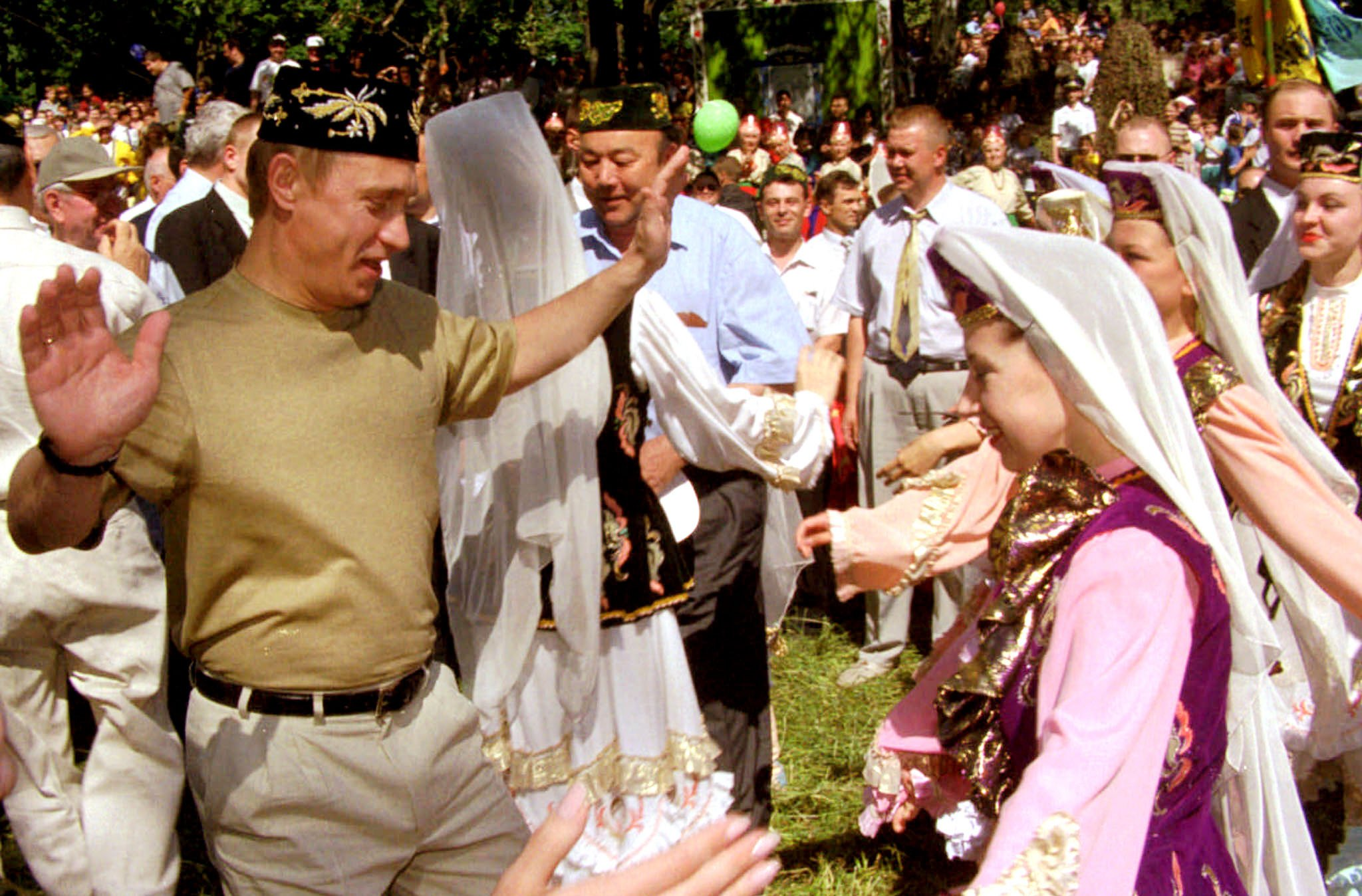
Vladimir Poutine lors de Sabantuy à Kazan en 2000

Sabantuy est un festival d'été bachkir et tatar, qui date de l'époque du Khanat bulgare de la Volga. Ce festival se retrouve également, sous différentes formes chez d'autres peuples de la Volga comme les Tchouvaches, les Maris, les Mordves, les Oudmourtes ainsi que d'autres peuples turcophones. Si à l'origine Sabantuy était un festival rural, il est devenu une fête nationale, largement célébré dans les villes. En 2012, à Kazan, Sabantuy a été célébré le 23 juin.

## Histoire
Les origines de Sabantuy remontent à l'époque pré-islamique; la fête avait alors lieu avant la saison des semis. Le but initial de la cérémonie était probablement d'apaiser les esprits de la fertilité afin d'obtenir de bonnes récoltes dans l'année à venir. Les chansons traditionnelles et autres coutumes de Sabantuy avaient probablement une connotation religieuse à cette époque.
Certaines études attribuent à Sabantuy une tradition millénaire. Le célèbre explorateur Ibn Fadlân en fait mention vers 921.
Plus tard, alors que l'Islam s'était répandu parmi les Tatars et les Bachkirs, et le Christianisme parmi les  Tchouvaches, c'est devenue une fête séculière. Dans chaque région, les villages célébraient la fête chacun leur tour.
Au début du 20e siècle, Sabantuy a été reconnu comme le festival national des tatars. Les autorités soviétiques approuvèrent ce festival, probablement à cause de ses origines simples et rurales. Cependant, elle déplacèrent Sabantuy après la saison des semis, la fusionnant avec l'ancien festival d'été Cıyın (Cyrillique : Җыен, [ʑɯɪˈɯn]). 
Récemment, Moscou a annoncé son intention de nominer Sabantuy pour l'inclure dans la liste du Patrimoine culturel immatériel de l'humanité en 2007.

## Traditions
Les principaux éléments caractéristiques de Sabantuy incluent des compétitions sportives comme le kourach (lutte tatare), des courses de chevaux, des courses en sac, les escalades de piliers, les courses en tenant dans sa bouche une cuillère contenant un œuf entre autres compétitions. Ces activités ont lieu à un endroit appelé mäydan, généralement situé en bordure d'une forêt.
Une tradition appelée sörän était la collecte d'un prix d'entrée auprès des participants du festival pour financer les récompenses des gagnants des compétitions. Le Qarğa botqası est un porridge traditionnel préparé à l'avance pour être distribué aux enfants du village. De la nourriture était collectée auprès des habitants du village pour la préparation de cette bouillie; des œufs colorés étaient aussi collectés. Cependant, les autorités soviétiques ont considéré que ces traditions étaient liées à des rites religieux, et les ont interdites. Une autre tradition était d'aller prier au cimetière.
Plus récemment, Sabantuy est aussi combiné avec des festivals de musique pop et folk, ainsi que des festivals d'accordéon (Uyna, ğarmun!).

### Kourach

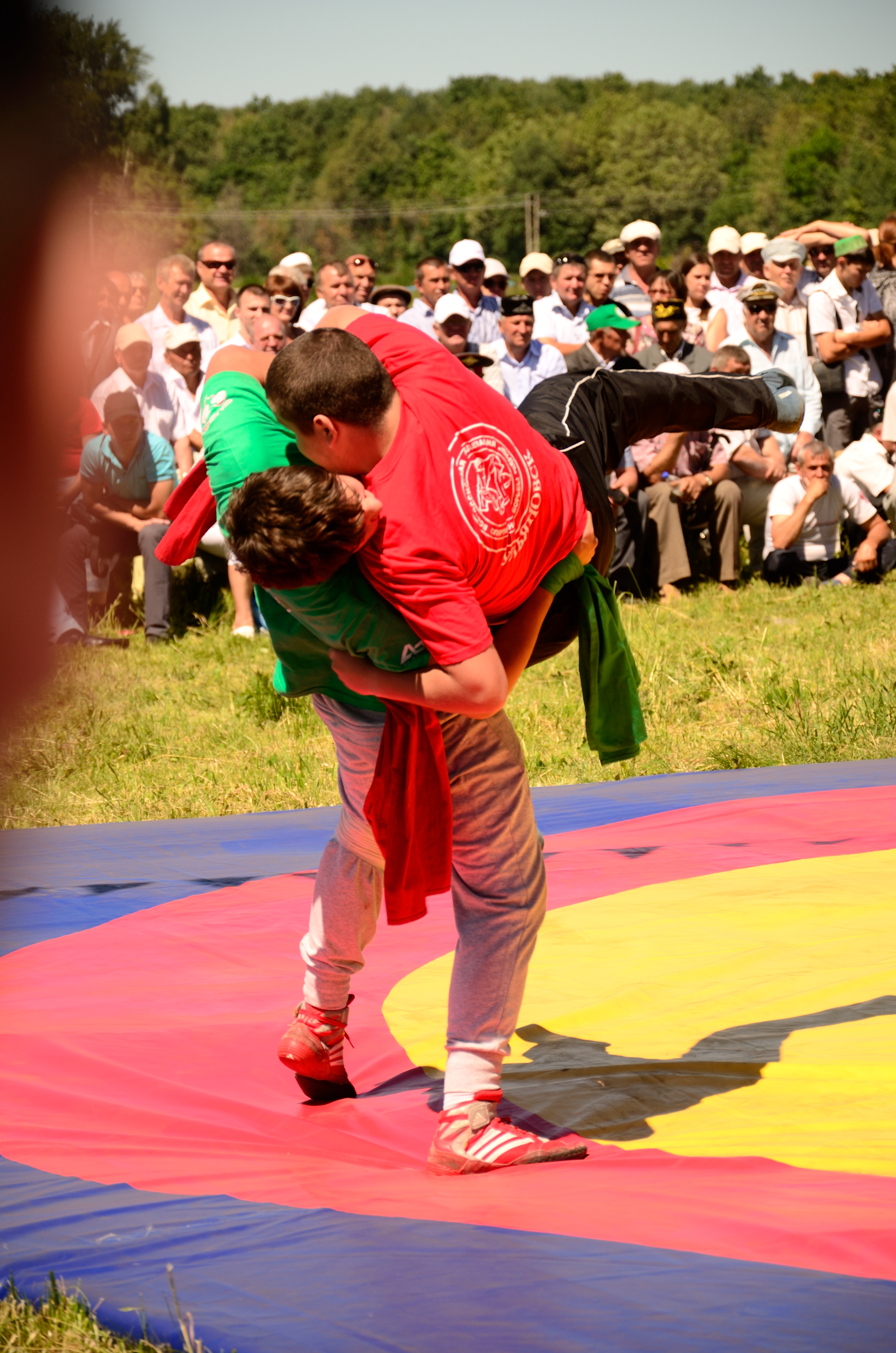
Kurash (Tatar: Көрәш) pendant Sabantuy à Oulianovsk

La lutte Kourach est la principale compétition de Sabantuy. Les lutteurs utilisent des serviettes, et le but est de renverser son adversaire.
Habituellement, la compétition commence avec les jeunes garçons. À la fin de Sabantuy, la finale de kourach est le centre de l'attention. Le gagnant devient le batır, le héros de Sabantuy. La récompense varie, entre un mouton vivant pour les petits villages, jusqu'à une voiture dans les grandes villes.

### Calendrier du festival
Sabantuy ne se produit pas à date fixe. Les festivités ont lieu approximativement entre le 15 juin et le 1er juillet, et tombent habituellement un dimanche. Initialement, les fêtes de Sabantuy sont organisées dans les villages, puis dans les districts ruraux, et les dernières ont lieu dans les grandes villes. Le dernier Sabantuy a lieu à Kazan, la capitale du Tatarstan. Un calendrier similaire est appliqué à Akatuy en Tchouvachie et à Habantuy en Bachkirie.
Ces dernières années, le gouvernement russe a organisé une fête de Sabantuy à Moscou. De nombreuses villes d'Europe et d'Asie ayant une communauté importante issue de la diaspora tatare, comme Moscou, Saint-Pétersbourg, Tallinn, Prague, Istanbul, Kiev et Tachkent, fêtent aussi Sabantuy.
Aujourd'hui, Sabantuy est devenu un festival international qui attire de nombreux participants de diverses ethnies, que ce soit au Tatarstan ou à travers le monde.

## Traditions politiques
Sabantuy est un symbole du Tatarstan. C'est pourquoi les présidents russes en visite au Tatarstan essayent d'y prendre part. Durant sa visite à Kazan au milieu des années 90, Boris Eltsine est devenu le centre de l'attention de la fête de Sabantuy quand il a pris part à une compétition traditionnelle où les concurrents doivent écraser une poterie les yeux bandés. Vladimir Poutine a participé à une compétition humoristique où les concurrents doivent plonger leur visage dans un récipient rempli de lait fermenté pour y attraper une pièce sans s'aider de leurs mains.